# Combat de l'Haÿ
Guerre franco-prussienne
Siège de Paris
Batailles
- Chronologie de la guerre franco-prussienne de 1870
- Sarrebruck (08-1870)
- Wissembourg (08-1870)
- Forbach-Spicheren (08-1870)
- Wœrth (08-1870)
- Bitche (08-1870)
- Phalsbourg (08-1870)
- Borny-Colombey (08-1870)
- Strasbourg (08-1870)
- Mars-la-Tour (08-1870)
- Toul (08-1870)
- Gravelotte (08-1870)
- Metz (08-1870)
- Nouart (08-1870)
- Beaumont (08-1870)
- Noisseville (08-1870)
- Sedan (08-1870)
- Montmédy (09-1870)
- Soissons (09-1870)
- Siège de Paris et chronologie du siège (09-1870)
- Nompatelize (10-1870)
- Bellevue (10-1870)
- Châtillon (10-1870
- Châteaudun (10-1870)
- Buzenval (10-1870)
- Bourget (10-1870)
- Dijon (10-1870)
- Belfort (11-1870)
- La Fère (11-1870)
- Langres (11-1870)
- Bouvet et Meteor (navale) (11-1870)
- Coulmiers (11-1870)
- Thionville (11-1870)
- Châtillon-sur-Seine (11-1870)
- Villers-Bretonneux (11-1870)
- Beaune-la-Rolande (11-1870)
- Champigny (11-1870)
- Orléans (12-1870)
- Loigny (12-1870)
- Châteauneuf (12-1870)
- Beaugency (12-1870)
- Longeau (12-1870)
- l’Hallue (12-1870)
- Siège de Péronne (1871)
- Bapaume (01-1871)
- Villersexel (01-1871)
- Le Mans (01-1871)
- Héricourt (01-1871)
- Saint-Quentin (01-1871)
- Buzenval (01-1871)

Le combat de l'Haÿ eut lieu le 29 novembre 1870, pendant le siège de Paris durant la guerre franco-prussienne. Les troupes françaises sous les ordres du général Valentin lancent une attaque de diversion afin de suppléer la grande opération à Champigny.

## Contexte
Pour redonner espoir aux habitants de la capitale, le général Louis Trochu, gouverneur de Paris, décide d'organiser une sortie générale afin d'effectuer une percée des lignes allemandes.

À cet effet, le général Vinoy prend le commandement de toute la rive gauche de la Seine et des 3 divisions qui s'y trouvent en position et qui sont sous les ordres des généraux Corréard, de Maud'huy et du contre-amiral Pothuau. L'ensemble s'élève à 38 100 hommes :

La division Maud'huy, forte de 16 500 hommes, était positionnée aux redoutes des Hautes-Bruyères et du Moulin-Saquet.
La division Corréard, forte de 7 bataillons de la Garde nationale mobile, était positionnée à Montrouge, Vanves et Issy. La division était renforcée de 3 000 hommes de garde nationale (monarchie de Juillet) 

La division Pothuau, forte de 8 700 hommes se répartissant en 4 bataillons de la Garde nationale mobile de 5 700 hommes et en 4 bataillons de troupes de marine de 3 000 hommes, était positionnée à Vitry et à Ivry. La division était renforcée de 3 000 hommes de garde nationale.

Plusieurs attaques de diversion sont lancées l'effort principal étant dirigée sur Champigny-sur-Marne.
Sur la rive gauche, la division Maud'huy doit attaquer l'Haÿ et la division Pothuau la Gare-aux-Bœufs.

## Le combat de l'Haÿ
Durant la nuit, sur un sol glissant, détrempé par les pluies, les troupes françaises prennent leurs positions d'attaque en avant de l'Haÿ.

Au petit matin, une brigade de la division de Maud'hui, composée des 109e et 110e régiments d'infanterie, soutenus par 2 bataillons des mobiles du Finistère sous les ordres du général Valentin, s'élancent pour parcourir les 500 mètres à découvert jusqu'au village. La brigade Blaise restait en réserve et gardait le plateau de Villejuif, les redoutes du Moulin-Saquet et des Hautes-Bruyères

Les Prussiens apercevant la tête des colonnes françaises les accueillent avec un feu de mousqueterie nourri. Les Français atteignent la droite du village et se retranchent dans le cimetière et les premières maisons. Sur la gauche l'avance est difficile, les Prussiens défendent avec acharnement le mur du parc, crénelé et fortifié de tranchées, d'épaulements et d'abris. À 7h50, le général Valentin indique : « L'ensemble des forces, moins une compagnie de mobile restée en réserve. Les colonnes de droite et du centre sont entrées dans l'Haÿ ; la gauche tient encore, les outils demandés au génie ne sont pas envoyés ; les réserves ennemies arrivent. » 

En effet, les forces françaises, se trouvèrent rapidement bloquées par la présence de murs et maisons crénelés garnis de tirailleurs. Les outils nécessaires pour se frayer un passage au travers des maisons manquaient complètement. Le génie territorial, qui avait pour mission de les fournir, avait pris des mesures insuffisantes, si bien que les troupes avaient dû partir avant l'arrivée du matériel.

Dès que le jour fut levé, l'artillerie entra en action ; nos canons tirent pour protéger nos troupes tandis que celle des Prussiens les criblent d'obus pour arrêter leur progression.

Au fur et à mesure, les Prussiens apportent de l'artillerie et de l'infanterie sur les lieux des combats qui entrent en ligne à Chevilly, à La Rue, à Bourg-la-Reine, à Sceaux et en arrière de L'Haÿ. Les pertes françaises sont nombreuses, mais il fallait à tout prix retenir et fixer les nombreuses troupes de renfort prussiennes qui auraient pu être envoyées sur le champ de bataille principal.

À 8h35, une dépêche télégraphique émanant du gouverneur de Paris, arrive au général Vinoy indiquant : « Prévenez Vinoy, La Roncière, Beaufort et Liniers que la grande opération est ajournée par suite de la crue de la Marne et rupture du barrage. La suite de leur opération doit se mesurer sur cet incident. Ils seront juges ».

À 9h40 une seconde dépêche télégraphique indique : « Opération transformée. Par suite de l'impossibilité de faire  parvenir des instructions coordonnées à la masse  des troupes réunies sur la Marne, nous restons dans nos positions prêt à agir du côté d'Avron où la présence d'une nombreuse artillerie peut nous engager ».

Vers 10h30 du matin, le feu cessa des deux côtés. Les Français dénombraient la perte de 30 officiers et 983 hommes.

Les deux dépêches contrarièrent énormément le chef de la 3e armée qui apprenait que les efforts et les pertes étaient inutiles et qu'il avait exposé ses troupes, pour faire diversion pour rien. Dans ces conditions la prolongation d'un combat sans issue devenant inutile, le général Vinoy ordonna au général Valentin de se replier. Les troupes entamèrent alors sans comprendre, une retraite qui ne fut guère inquiétée par l'ennemi.

## Bilan
Avec l'ajournement de la grande opération l'ennemi eut ainsi le temps de prendre ses dispositions pour sa défense et d'appeler en grand nombre des renforts sur les points menacés.

D’autre part les troupes françaises qui étaient restées sur pied durant la nuit puis avaient combattu pendant cette journée se trouvaient trop fatiguées pour être utilisées le lendemain.
Après avoir échoué contre le village de L’Haÿ le 30 septembre, alors qu’il n’était pas fortifié, et avoir vu l’ennemi le fortifier, ils avaient attaqué avec succès et y avait pénétré en s’emparant de la plus grande partie du village. Il était difficile de leur demander, le lendemain, de reprendre le terrain abandonné.

## Sources, notes et références
- Les ouvrages indiqués dans bibliographie